# Protonarthron dubium
Protonarthron dubium là một loài bọ cánh cứng trong họ Cerambycidae.